# Васіл Гігіадзе
Васі́л Гігіа́дзе (груз. ვასილ გიგიაძე; нар. 3 червня 1977, Кутаїсі, ГРСР) —колишній грузинський футболіст, нападник. Найкращий пенальтист чемпіонатів України .

## Клубна кар'єра
Васіл почав займатись футболом у рідному місті Кутаїсі: спочатку був другій команді місцевого «Торпедо», потім почав грати у «Рцмені», пізніше відіграв сезон в основній команді «Торпедо».
З 1997 по 2000 роки виступав за «Іберія», потім менше року за тбіліське «Динамо». З 2000 року почав виступати за сімферопольську «Таврію». 2003 року на один сезон перейшов до «Уралана», потім повернувся до сімферопольського клубу. У «Таврії» Васіл пробув один сезон, після якого перейшов у «Кривбас». У криворізькому клубі за два сезони в чемпіонаті Ґіґіадзе зіграв 56 матчі, у яких відзначився 20 разів. 2007 року перейшов до «Нафтовика-Укрнафта». У охтирському клубі футболіст зіграв один сезон після якого повернувся у «Таврію». 
3 грудня 2011 року забив свій 27 гол з пенальті у ворота «Олександрії», ставши найкращим пенальтистом чемпіонатів України, обійшовши за цим показником Сергія Реброва, який вже завершив свою кар'єру . 11 грудня стало відомо, що клуб не буде продовжувати контракт з футболістом, який закінчиться в кінці року . Після цього футболіст завершив професійну кар'єру гравця.

## Міжнародна кар'єра
За збірну Грузії з 2005 по 2007 роки зіграв 6 матчів, жодного разу не відзначившись.

## Досягнення
- Володар кубка України: 2009—2010